# The Syn
The Syn est un groupe rock britannique, originaire d'Angleterre. Il débute en 1965 pour se séparer en 1967 puis réapparait sur la scène rock en 2000.

## Biographie

### Première phase (1965-1967)
Le groupe débute en 1964 sous le nom de The Selfs et incluait à l'époque Chris Slater au chant, John Wheatley à la guitare, Chris Squire à la basse, Andrew Pryce Jackman à l'orgue et au piano ainsi que Martyn Adelman à la batterie. Ils jouaient alors au Graveyard Club, un endroit parfait pour les groupes rhythm and blues, ce qu'ils jouaient à cette époque. Cette même année, ils participent à une compétition de l'émission en vogue, Ready Steady Go, appelée Ready Steady Win, mais sont devancés par une autre formation, The Bo Street Runners.
Ils enregistrent un acétate, Love You et une reprise des Who, I Can't Explain. Puis ils deviennent The Syn en 1965 et se concentrent sur le rock psychédélique, surtout grâce aux Beatles avec l'album Rubber Soul qui annonçait la couleur. La formation originale de 1965 incluait Steve Nardelli au chant, Chris Squire à la basse et au chant, et John Painter à la guitare qui est vite remplacé par l'ex-The Syndicats, Peter Banks, ainsi que le pianiste et organiste Andrew Price Jackman et Gunnar Jökull Hákonarson à la batterie.
En 1967, le groupe enregistre deux singles, Created by Clive et Flowerman, qui est l'indicatif du hit-parade de RMC cette année là (Face B:14 Hour Technicolor Dream), puis se sont séparés. Squire et Banks forment alors Mabel Greer's Toyshop, avec Clive Bailey aussi à la guitare et Bob Hagger à la batterie. Après l'arrivée de Jon Anderson au sein de la formation, ils commencent à écrire ensemble, surtout Anderson, Bailey et Squire. Hagger quitta le groupe et Jon répond à une annonce de Bill Bruford ex-The Breed, dans le Melody Maker, qui se joint à la formation en remplacement du batteur Bob Hagger. Et après l'arrivée de Tony Kaye aux claviers et le départ de Bailey, le quintette se retrouve dans sa forme définitive. C'est le guitariste Peter Banks qui trouve le nom Yes qui est finalement adopté.

### Retour (depuis 2000)
En 2000, Squire décide de reformer The Syn, comme activité parallèle à son engagement avec Yes. En 2004, parait en édition limitée et distribué par YesServices, l'album The Original Syn. Avec des chansons du groupe original et une entrevue avec Nardelli, qui est ensuite mis en vente toujours en ligne, une version double CD avec des chansons supplémentaires et une entrevue avec Squire. Cela donne depuis naissance à une nouvelle formation avec François Dunnery à la guitare, Chris Squire à la basse, Gerard Johnson aux claviers, Steve Nardelli au chant et Gary Husband à la batterie. Les nouveaux Syn sortent leur premier album Syndestructible en octobre 2005 avec Cathedral of Love.
Une tournée prévue au Royaume-Uni en mai 2006 est annulée en raison de faibles ventes de billets et le 16 mai de la même année, Squire annonce son départ du groupe. Toutefois, il apparaît sur l'album Armistice Day parait en 2007, avec Alan White de Yes à la batterie sur 6 des 7 chansons, la dernière étant jouée par le batteur Tom Misselbrook.
En décembre 2010, Nardelli annonce une nouvelle collaboration avec Moon Safari. Le nouvel album de Syn qui en résulte est publié en 2011,. Lors d'un entretien le 25 octobre 2014, un nouvel album est confirmé pour fin décembre 2014 et début 2015. The Syn Live at Rosfest, un album live enregistré en 2009, accompagné du film The Syn in the 21st Century, est aussi annoncé. Umbrello Records annonce en janvier 2015 que Jonas Reingold, bassiste suédois de Flower Kings and Karmakanic, produira l'album Trustworks
Trustworks est publié en mars 2016 et suit de sa version vinyle en août 2016.
Leur ancien guitariste John Painter décède en 2016.

## Discographie

### Singles
- 1967 : Created by Clive/Grounded
- 1967 : Flowerman/14 Hour Technicolour Dream

### Albums studio
- 2005 : Syndestructible - (avec Chris Squire et Gerard Johnson ainsi que Steve Nardelli, Jeremy Stacey et Paul Stacey)
- 2007 : Armistice Day (mini-album de 7 pièces avec Chris Squire, Alan White, Shane Theriot, Tom Misselbrook, Gerard Johnson et Steve Nardelli)
- 2010 : Big Sky
- 2016 : Trustworks (édition Limitée distribuée en Angleterre et en Europe exclusivement sur le label Plane Groovy)
- 2016 : Trustworks (édition commerciale)

### Albums live
- 2006 : Syndestructible Tour 2006
- 2009 : Live at Rosfest - CD + DVD

### Compilations
- 2005 : Original Syn 1965-2004 (contient la démo de la pièce Time and a Word reprise plus tard par Yes sur l'album Time and a Word)
- 2005 : Original Syn (2 CD - contient les 2 pièces des Selfs, I Can't Explain et Love You)
- 2005 : Original Syn (The Complete History of the Syn 1965-69) (avec la formation originale, contient les 2 pièces du groupe The Selfs, I Can't Explain et Love You ainsi que des démos de chansons de The Syn)

## DVD
- 2007 : Syndestructible Tour - DVD
- 2009 : The Making of Big Sky (vendu avec le DVD The Syn Live at Rosfest)
- 2015 : The Syn in the 21st Century (aussi vendu avec le DVD Live at Rosfest)